# Teca Pereira
Maria Tereza Ferreira Pereira (São Paulo, 20 de julho de 1952) é uma atriz e bailarina brasileira. Conhecida por seus trabalhos na televisão e no cinema nos anos recentes, iniciou sua carreira como bailarina no teatro ainda na década de 1970, onde se consagrou como atriz, sobretudo no teatro musical. Pereira é ganhadora de vários prêmios, incluindo um Troféu Mambembe e um Prêmio Aplauso Brasil, além de ter sido indicada para um Prêmio APETESP de Teatro.
Pereira fez sua estreia profissional na peça Gota D'Água (1977) integrando o elenco do coro de bailarinos. No entanto, sua carreira na atuação viria a começar de fato no espetáculo Meia-Sola (1978) no papel de Salomé. Em seguida, logo passou a ser chamada para outras produções, com ênfase no teatro musical onde se destacou por sua voz marcante e habilidade na dança. Esteve no elenco de montagens notórias, incluindo Aí Vem o Dilúvio (1981), a versão brasileira do espetáculo da Broadway, A Chorus Line (1983), um grande sucesso, e Mulheres de Hollanda (1990).
Na televisão, sua estreia ocorreu em 1982 como Antônia na novela Os Imigrantes: Terceira Geração, na Band TV. Após essa estreia, ela se dedicou exclusivamente ao teatro por duas décadas, retornando à TV somente em 2005. Em 2006, participou da novela Belíssima, no papel de Rita. No teatro, recebeu elogios da crítica por sua interpretação como Edna em O Que Terá Acontecido a Baby Jane? (2016), atuando ao lado de Eva Wilma, Nathalia Timberg e Nicette Bruno, e foi indicada ao prêmio de Melhor Atriz Coadjuvante pelo Prêmio Aplauso Brasil. Em 2018, foi aclamada novamente por sua atuação como Romana no clássico Eles Não Usam Black-Tie, sendo a primeira atriz negra a interpretar o papel, conforme a concepção original do autor. Por essa performance, Teca recebeu o Prêmio Aplauso Brasil.
Em 2019, ganhou notoriedade por interpretar Jurema na série Segunda Chamada, da TV Globo, uma mulher de 70 anos que decide voltar a estudar a contra gosto do marido. Após esse trabalho, passou a ser requisitada para mais trabalhos na televisão e no cinema, como nas séries Pico da Neblina (2019), Família Paraíso (2022) e a produção norte-americana The Changeling: Sombras de New York (2023), além dos filmes Ritmo de Natal (2023), TPM! Meu Amor (2023) e Kasa Branca (2024).

## Início da vida
Nascida em São Paulo no dia 20 de julho de 1952, Maria Tereza Ferreira Pereira é de uma família de origem humilde e sem conexões com o mundo artístico. Sua mãe biológica, empregada doméstica, a levava consigo para o trabalho quando Teca ainda tinha apenas um ano de idade. Durante esse período, a menina foi acolhida por uma vizinha chamada Clarisse, neta de holandeses, que passou a cuidar dela enquanto sua mãe trabalhava. Teca permaneceu na casa de Clarisse por cerca de seis meses, até que sua mãe decidiu deixar o emprego e oferecer à amiga a possibilidade de criar a filha, buscando melhores condições para ela.
Aos seis anos, Teca foi oficialmente adotada por Clarisse, uma mulher branca, que a criou com muito carinho e dedicação. A relação com sua mãe biológica sempre foi cordial, com visitas duas vezes por ano, nas festas de fim de ano e no seu aniversário. Foi apenas aos 23 anos que Teca conheceu seu pai biológico, sobre o qual sua mãe sempre lhe disse que ele havia falecido. A experiência, no entanto, foi angustiante, como a atriz relatou em uma entrevista à TV Cultura, no programa Persona, em 2023, descrevendo o encontro como “terrível”, já que o homem era um completo estranho e se comportou de forma desagradável.
Desde a infância, Teca Pereira experimentou uma convivência marcada por contradições em relação à sua identidade racial. Apesar de nascer em uma família negra, foi criada por uma mulher branca, que a tratou como uma pessoa comum, sem distinções. Clarisse a incentivou constantemente a acreditar em si mesma e a não se preocupar com os preconceitos externos. Teca, por sua vez, não compreendia o impacto da sua cor de pele até mais tarde, quando começou sua carreira profissional. Foi nesse período que ela percebeu que muitos obstáculos que enfrentava estavam ligados ao seu racial, e não à sua competência. Em várias entrevistas, ela enfatizou o papel fundamental de sua mãe na construção de sua autoestima, e como isso a ajudou a superar as dificuldades e manter sua confiança no futuro.
O interesse de Teca pelas artes começou desde cedo. Ainda criança, ela participou do programa Grande Gincana Kibon e venceu o concurso de calouros para crianças. Além disso, sua mãe, percebendo seu talento para a dança, a matriculou na Escola Municipal de Bailado, ligada à Fundação Theatro Municipal de São Paulo, onde estudou balé clássico e se formou em 1970. No entanto, após concluir seus estudos, Teca decidiu trabalhar como secretária no Colégio Mackenzie, apesar da desaprovação de sua mãe, que acreditava que não havia necessidade de ela trabalhar devido à boa situação financeira da família. Mesmo assim, Teca buscava sua independência financeira e trabalhou de forma clandestina, escondendo de Clarisse sua decisão. Foi em meio a essa busca por autonomia que Teca descobriu sua verdadeira paixão: o teatro. Ela se lançou na carreira artística, que viria a se consolidar como o grande propósito de sua vida profissional.

## Carreira

### 1977—04: Início da carreira e primeiros trabalhos
Em 1977, enquanto ainda trabalhava como secretária, Teca Pereira recebeu uma ligação de uma amiga que a informou sobre uma oportunidade no Teatro Aquaryus, em São Paulo, que estava à procura de bailarinos para integrar seu elenco de coro. Decidida a aproveitar a chance, ela fez o teste e foi aprovada, sendo contratada para o espetáculo. Foi nesse momento que sua trajetória no teatro se iniciou oficialmente, quando teve sua carteira de trabalho assinada como atriz pelo dramaturgo Zeno Wilde, embora não tivesse formação profissional nem registro como atriz. Apesar de sua apreensão por não ter a experiência formal, Teca continuou seus trabalhos no palco, participando do espetáculo Gota D'Água (1977), estrelado por Bibi Ferreira.
Durante esse período, com seu registro profissional como atriz, Teca recebeu um convite para atuar em uma peça dirigida por Afonso Gentil. Desafiada a decorar textos e se adaptar ao novo ambiente, ela aceitou a proposta e passou a integrar o elenco de Meia-Sola (1978). Nesse espetáculo, teve a oportunidade de contracenar com grandes nomes do teatro brasileiro, incluindo a renomada atriz Vic Militello, marcando um importante passo em sua carreira artística. Em 1980, faz parte da peça de comédia A Revista do Bixiga e no ano seguinte integra mais um musical, Aí Vem o Dilúvio, de Plínio Rigon. Teca sofreu preconceito racial antes de integrar o elenco do musical. Apesar de ter passado no teste, a primeira direção considerou que a atriz iria destoar dos tons pastéis do cenário, não a considerando para o elenco. Somente quando a direção foi trocada que ela foi chamada.
Em 1982, fez sua estreia na televisão atuando na sexta fase da novela Os Imigrantes, na TV Bandeirantes, onde fez parte do elenco da terceira geração da trama, como Antônia. Embora fosse um papel pequeno, representou seu primeiro trabalho em telenovelas. Anteriormente, ela havia trabalhado como apresentadora e atriz no programa Telecurso. Em 1983, é escalada para a grande produção musical A Chorus Line, adaptação brasileira de um espetáculo da Broadway, produzida por Walter Clark com a direção musical de Murilo Alvarenga. Lançando ao estrelado grandes nomes além de Teca, incluindo Claudia Raia e Raul Gazolla, numa trama que conta a história de dançarinos da Broadway que participam da seleção por um lugar na linha de coro de um novo musical.
Em 1985, estreia na TV Globo em uma participação especial na minissérie Tenda dos Milagres, escrita por Aguinaldo Silva e Regina Braga, livremente inspirada no romance homônimo de Jorge Amado. Ela interpretou Bernardina da Conceição, a esposa de Zé da Inácia, interpretado por Jorge Coutinho. Nos anos seguintes, dedicou-se exclusivamente ao teatro, destacando-se no teatro infantil. Atuou em inúmeros espetáculos, incluindo Mulheres de Hollanda (1990), onde interpretava a canção "Zeni e o Zapellim" de Chico Buarque, Os Incomodados que Se Mudem (1993), Uma Dama e Um Vagabundo (1996) e Canção dos Direitos das Crianças (1996), pelo qual ela foi agraciada com o Prêmio Mambembe de Melhor Atriz Coadjuvante em Peça Infantil. Em 2000, foi dirigida por Bibi Ferreira na peça As Encalhadas. No cinema, ela atuou em diversos curtas-metragens na década de 1990, mas teve seu primeiro papel em um longa-metragem de destaque atuando na comédia dramática Domésticas (2001), de Fernando Meirelles, interpretando Teca.

### 2005—17: Volta à televisão e projetos maiores
Em 2005, após mais de vinte anos afastada da televisão, fez uma participação no episódio "Além da Imaginação" da série Carandiru, Outras Histórias. Em seguida, foi chamada para atuar na novela Belíssima, de Sílvio de Abreu, no horário nobre da TV Globo. Ela interpretou Rita, uma ex-presidiária que se torna amiga da protagonista Vitória, interpretada por Cláudia Abreu, quando dividiam cela. Quando Vitória monta um restaurante de comida grega em São Paulo, convida Rita para trabalhar com ela. Durante entrevista na TV Cultura, em 2023, Teca descreveu que este trabalho marcou sua carreira por poder contracenar com Fernanda Montenegro, que interpretava a grande vilã Bia Falcão.
Em 2007, integra o elenco da série Amazônia, de Galvez a Chico Mendes, de Glória Perez, no papel de Nazaré. No mesmo ano, é escalada para sua segunda novela na TV Globo, interpretando Nanã na novela Duas Caras, de Aguinaldo Silva. Sua personagem pertence ao núcleo de Setembrina (Chica Xavier), ajudando-a a administrar o terreiro de candomblé da trama. Posteriormente, sua personagem vai trabalhar como empregada doméstica na casa da protagonista Maria Paula (Marjorie Estiano). Atuou como uma parteira de Chacrinha em um episódio de homenagem a ele no programa Por Toda Minha Vida, especial que contava a história de vários artistas da música popular brasileira. Em 2009, fez participações na minissérie Cinquentinha, mais uma parceria com Aguinaldo Silva, onde interpretou Madame Rúbia, e no episódio "Shakeaspearlândia" de Som & Fúria.[carece de fontes?]
Em 2009, foi dirigida por Caio Vecchio no filme de comédia dramática Um Homem Qualquer, único filme brasileiro finalista da Mostra Internacional de Cinema de São Paulo de 2009. Fez uma participação especial na novela Passione (2011), de Sílvio de Abreu, interpretando uma detenta, e na série policial Força-Tarefa (2011). Esteve no elenco do filme A Hora e a Vez de Augusto Matraga, que foi lançado nos festivais em 2011, interpretando Quitéria. e nos cinemas somente quatro anos depois. Em 2012, fez uma participação na série Pedro & Bianca, na TV Cultura, onde aparece como Arminda Araújo, a avó de Pedro e Bianca que morre no primeiro episódio. Em 2014, atua na produção internacional Trash: A Esperança Vem do Lixo, dirigido por Stephen Daldry, que tem como trama principal a vida de três garotos que vivem cercados de pobreza numa favela do Rio de Janeiro.
Em 2015, volta à TV Globo atuando na minissérie Felizes para Sempre?, onde interpreta Soraia, secretária da personagem de Adriana Esteves, Tânia. No mesmo ano, está no episódio "O Primeiro Dia" da série Os Experientes, que era focada em dilemas de idosos. Na série ela interpreta Cleusa, cozinheira e amiga de Napoleão (Juca de Oliveira), o qual descobre estar com uma doença terminal e conta com a ajuda dela. Ainda em 2015, é mais uma vez dirigida por Bibi Ferreira na peça As Decadentes, estrelada por ela ao lado de Miriam Palma. Destacou-se no elenco da peça O Que Terá Acontecido a Baby Jane?, em 2016, contracenando com Eva Wilma e Nathalia Timberg, no papel de Edna, a cuidadora de Jane e Blanche, que lhe rendeu uma indicação ao Prêmio Aplauso Brasil. Fez participações especiais em alguns filmes, como O Roubo da Taça (2015), Magal e os Formigas (2016) e Malasartes e o Duelo com a Morte (2017).

### 2018—presente: Reconhecimento nacional e projetos recentes
Em 2018, ganhou um grande destaque no teatro ao interpretar a matriarca Romana em uma montagem de Eles Não Usam Black-Tie, escrita originalmente por Gianfrancesco Guarnieri. Ela assume o posto dessa personagem que se tornou um marco no teatro brasileiro, uma mãe de grande resistência que luta por sua família, e que, pela primeira vez, é interpretado por uma atriz negra, como imaginava Guarnieri ao escrever o papel originalmente nos anos 1960. A personagem já foi defendida por Lélia Ábramo no teatro e Fernanda Montenegro no cinema. Ainda em 2018, ela fez uma sequência de trabalhos em séries de televisão, com participação em Treze Dias Longe do Sol e Carcereiros, na TV Globo, e Pacto de Sangue, na Netflix.
Mas foi em 2019 que teve sua grande chance na televisão ao integrar o elenco da série dramática Segunda Chamada, na TV Globo, que acompanhava o cotidiano de estudantes do período noturno em uma escola pública da periferia de São Paulo. A série chamou atenção do público e da crítica. Teca interpreta Jurema Souza na série, uma mulher de idade avançada que decide retomar seus estudos, apesar das adversidades impostas pelo marido e o preconceito. Nesse ano ainda, ela esteve no elenco das séries 3%, na Netflix, Pico da Neblina, na HBO e Irmãos Freitas, no Space. Em 2019, Teca Pereira participou do aclamado filme Divino Amor, de Gabriel Mascaro, estrelado por Dira Paes. A trama se passa em um Brasil distópico e acompanha uma mulher profundamente religiosa que trabalha em um cartório e usa seu cargo para tentar salvar casais à beira do divórcio. Teca interpreta a personagem Mestra do Divino Amor.
Continuou seguindo com participações especiais em séries de televisão. Em 2020, volta a uma produção da Netflix, dessa vez em Reality Z, uma série com cenário apocalíptico com ataque zumbi no Rio de Janeiro. Foi convidada para atuar no episódio "A Bomba" da série Dra. Darci, estrelada por Tom Cavalcante, no Multishow. Ainda no Multishow, em 2022, foi escalada para o elenco fixo da série Família Paraíso, que tem como cenário principal uma casa de repouso de idosos. Teca interpreta Perpétua Gontijo, uma das moradoras da casa. Em 2023, atua no filme O Sequestro do Voo 375, de Marcus Baldini. como Jussara, a mãe do homem que planejou o sequestro do avião com intuito de atingir o Congresso Nacional. Também esteve no elenco da comédia TPM! Meu Amor, de Eliana Fonseca, atuando com Paloma Bernardi.
Em 2023, participou da série de fantasia e terror The Changeling: Sombras de New York, produzida para a AppleTV+. Na trama, o Brasil é retratado como um paraíso místico, e Teca interpreta uma mulher misteriosa em uma lagoa proibida em Salvador. Ela amarra uma fitinha no pulso da protagonista Emma (Clark Backo), com três nós representando três desejos, seguindo uma tradição similar às promessas do Senhor do Bonfim. Emma é advertida a não cortar a fitinha até que seus desejos se realizem, mas desobedecer essa regra traz caos à vida dos personagens. No mesmo ano, interpreta a divertida Vovó Gorte em Ritmo de Natal, filme de comédia natalina produzido pelo Globoplay, que traz um romance entre dois personagens de mundos opostos.

## Teatro
| Ano     | Título                             | Personagem |
| ------- | ---------------------------------- | ---------- |
| 1977    | Gota d'Água                        | Bailarina  |
| 1978    | Meia-Sola                          | Salomé     |
| 1980    | A Revista do Bixiga                |            |
| 1981    | Aí Vem o Dilúvio                   | Bailarina  |
| 1983    | A Chorus Line                      | Vicki      |
| 1987    | A Estrela Dalva                    |            |
| 1988    | Brincando com Fogo                 |            |
| 1990    | A Big Loira                        |            |
| 1990    | Mulheres de Hollanda               | Zeni       |
| 1993    | Os Incomodados que Se Mudem        |            |
| 1996    | Canção dos Direitos das Crianças   |            |
| 1996    | Uma Dama e Um Vagabundo            |            |
| 1997    | Chimbirins e Chimbirons            |            |
| 2000    | As Encalhadas                      |            |
| 2002    | Em Moeda Corrente do País          |            |
| 2004    | As Rainhas Magas                   |            |
| 2004    | A Cigarra e a Formiga              | Formiga    |
| 2005    | Vidas Secas                        |            |
| 2015–17 | As Decadentes                      | Ary        |
| 2017    | Vanya e Sonia e Masha e Spike      | Cassandra  |
| 2016    | O Que Terá Acontecido a Baby Jane? | Edna       |
| 2017    | A Cigarra e a Formiga              | Formiga    |
| 2018    | Eles Não Usam Black-Tie            | Romana     |
| 2025    | Trilogia Matriarcas                | Avó        |

## Filmografia

### Televisão
| Ano     | Título                              | Personagem                            | Notas                                              |
| ------- | ----------------------------------- | ------------------------------------- | -------------------------------------------------- |
| 1982    | Os Imigrantes: Terceira Geração     | Antônia                               |                                                    |
| 1985    | Tenda dos Milagres                  | Bernardina da Conceição (Dona Caçula) |                                                    |
| 2005    | Carandiru, Outras Histórias         | Penha                                 | Episódio: "Além da Imaginação"                     |
| 2006    | Belíssima                           | Rita                                  | Episódios: "17 de abril–7 de julho"                |
| 2007    | Amazônia, de Galvez a Chico Mendes  | Nazaré                                |                                                    |
| 2007    | Duas Caras                          | Nanã                                  |                                                    |
| 2008    | Por Toda Minha Vida                 | Parteira de Chacrinha                 | Episódio: "Chacrinha"                              |
| 2009    | Cinquentinha                        | Madame Rúbia                          |                                                    |
| 2009    | Som & Fúria                         | Camareira                             | Episódio: "Shakespearlândia"                       |
| 2010    | Tribunal na TV                      | Dra. Telma                            | Episódio: "Bandido da Luz Vermelha"                |
| 2010    | Tribunal na TV                      | Marlene                               | Episódio: "Silêncio dos Inocentes"                 |
| 2011    | Passione                            | Detenta                               | Episódio: "13 de janeiro"                          |
| 2011    | Força-Tarefa                        | Dirce                                 | Episódio: "17 de novembro"                         |
| 2012    | Pedro & Bianca                      | Arminda Araújo                        | Episódio: "Entre Nascer e Morrer, a Gente Cresce!" |
| 2015    | Felizes para Sempre?                | Soraia                                |                                                    |
| 2015    | Os Experientes                      | Cleuza Silveira Santos (Negra)        | Episódio: "O Primeiro Dia"                         |
| 2016    | Justiça                             | Zelita Silva dos Santos               |                                                    |
| 2017    | Eu, Ela e um Milhão de Seguidores   | Míriam                                |                                                    |
| 2017    | Treze Dias Longe do Sol             | Nilza                                 |                                                    |
| 2018    | Carcereiros                         | Maria                                 | Episódio: "Clinch"                                 |
| 2018    | Pacto de Sangue                     | Juíza Sônia Barreto                   |                                                    |
| 2019    | 3%                                  | Fátima                                | Episódio: "Alçapão"                                |
| 2019    | Irmãos Freitas                      | Dona Marieta                          |                                                    |
| 2019    | Segunda Chamada                     | Jurema Souza da Costa                 |                                                    |
| 2019–22 | Pico da Neblina                     | Irene                                 |                                                    |
| 2020    | Reality Z                           | Vó Norma                              |                                                    |
| 2020    | Dra. Darci                          | Dona Neuza                            | Episódio: "A Bomba"                                |
| 2021    | Cidade Invisível                    | Enfermeira Clínica                    | Episódio: "A Cuca vai pegar"                       |
| 2022–23 | Família Paraíso                     | Perpétua Gontijo                      |                                                    |
| 2023    | The Changeling: Sombras de New York | Bruxa Salete                          |                                                    |
| 2025    | Vale Tudo                           | Eunise (Nise)                         | Episódios: "3 de junho – 4 de julho"               |

### Cinema
| Ano  | Título                            | Personagem                           | Nota(s)        |
| ---- | --------------------------------- | ------------------------------------ | -------------- |
| 1983 | Histerias                         | —                                    | Curta-metragem |
| 1984 | Abrasasas                         | —                                    |                |
| 1989 | Festa                             | Empregada Doméstica                  |                |
| 1992 | PR Kadeia                         | Ouvinte                              | Curta-metragem |
| 1993 | A Má Criada                       | Vizinha                              | Curta-metragem |
| 1996 | Flores Ímpares                    | —                                    | Curta-metragem |
| 1998 | Os Penúltimos Serão os Segundos   | —                                    | Curta-metragem |
| 2001 | Domésticas                        | Teca                                 |                |
| 2005 | Quanto Vale ou é Por Quilo?       | Escrava                              |                |
| 2007 | Santa Chuva                       | Diva                                 | Curta-metragem |
| 2008 | Fim da Linha                      | Surda-Muda                           |                |
| 2009 | Um Homem Qualquer                 | Irinei                               |                |
| 2014 | Trash: A Esparança Vem do Lixo    | Graça                                |                |
| 2014 | O Roubo da Taça                   | Doadora de sangue                    |                |
| 2015 | A Hora e a Vez de Augusto Matraga | Quitéria                             |                |
| 2016 | Opala Azul Negão                  | Dona Teresinha                       | Curta-metragem |
| 2016 | Magal e os Formigas               | Elvira                               |                |
| 2017 | Malasartes e o Duelo com a Morte  | Mulher brava                         |                |
| 2019 | Êles                              | Dona Ida                             | Curta-metragem |
| 2019 | Divino Amor                       | Mestra Dalva / Mestra do Divino Amor |                |
| 2020 | Todos os Mortos                   | Doca                                 |                |
| 2021 | Eu Sou Mas Eu                     | Rita                                 |                |
| 2021 | Amor Sem Medida                   | Enfermeira Joyce                     |                |
| 2021 | Marighella                        | Dona Vanda                           |                |
| 2023 | TPM! Meu Amor                     | Leopoldina                           |                |
| 2023 | O Sequestro do Voo 375            | Jussara Alves da Conceição           |                |
| 2023 | Ritmo de Natal                    | Vovó Gorete                          |                |
| 2024 | Firmina                           | Firmina                              | Curta-metragem |
| 2024 | Saideira                          | Dona Dulce                           |                |
| 2025 | Kasa Branca                       | Dona Almerinda                       |                |
| 2025 | Dona Elza                         | Elza Conceição                       |                |

## Prêmios e indicações
| Ano  | Associações                            | Categoria                                           | Nomeações                          | Resultado | Ref.   |
| ---- | -------------------------------------- | --------------------------------------------------- | ---------------------------------- | --------- | ------ |
| 1997 | Prêmio Mambembe                        | Melhor Atriz Coadjuvante em Peça de Teatro Infantil | Canção dos Direitos da Criança     | Venceu    | [ 9 ]  |
| 1997 | Prêmio APETESP de Teatro               | Melhor Atriz Protagonista – Peça de Teatro Infantil | Canção dos Direitos da Criança     | Indicada  | [ 41 ] |
| 2017 | Prêmio Aplauso Brasil de Teatro        | Melhor Atriz Coadjuvante                            | O Que Terá Acontecido a Baby Jane? | Indicada  | [ 42 ] |
| 2019 | Prêmio Aplauso Brasil de Teatro        | Melhor Atriz Coadjuvante                            | Eles Não Usam Black-Tie            | Venceu    | [ 43 ] |
| 2019 | Prêmio Arcanjo de Cultura              | Contribuição à Arte (conjunto da obra)              | —                                  | Venceu    | [ 44 ] |
| 2024 | Festival de Cinema Nacional de Xerém   | Melhor Atriz                                        | Firmina                            | Venceu    | [ 45 ] |
| 2024 | Festival de Cinema Negro de Campinas   | Melhor Atriz                                        | Firmina                            | Venceu    | [ 46 ] |
| 2024 | Fest Aruanda do Audiovisual Brasileiro | Melhor Atriz Coadjuvante                            | Kasa Branca                        | Venceu    | [ 47 ] |